# Andrena lepurana
Andrena lepurana är en biart som beskrevs av Warncke 1974. Andrena lepurana ingår i släktet sandbin, och familjen grävbin. Inga underarter finns listade i Catalogue of Life.